# Foreign Affair
«Foreign Affair» — сьомий сольний студійний альбом американської співачки Тіни Тернер, випущений 18 вересня 1989 року лейблом «Capitol Records». Хоча альбом не мав великого успіху на батьківщині Тернер, США, він став великим міжнародним хітом, особливо в Європі. «Foreign Affair» очолив британський чарт альбомів, ставши там її першим альбомом «номер один». Більшість треків альбому спродюсував Ден Гартман, включаючи сингл-хіт «The Best», який став однією з візитівок Тернер.

## Складова
«Foreign Affair» належить до музичного напрямку «adult contemporary». Він містить різноманітні музичні стилі, від гімнів поп-року («The Best», «I Don't Wanna Lose You») до блюзових треків («Undercover Agent for the Blues») та павер-балад («Be Tender With Me Baby»). У альбомі щонайменше у трьох треках звучать соло на саксофоні Гері Барнакла і гітарні партії фронтмена гурту «Dire Straits» Марка Нопфлера, який є співавтором хіта Тернер «Private Dancer», заголовному треку однойменного альбому.

## Комерційний успіх
Хоча «Foreign Affair» мав менший успіх у США, ніж попередні альбоми Тернер «Private Dancer» та «Break Every Rule», де він не потрапив до Топ-30 чарту «Billboard 200», він став світовим хітом, розійшовшись накладом понад шість мільйонів копій. Лише у Великій Британії альбом розійшовся накладом понад 1,5 мільйона копій, очоливши британський чарт альбомів (перший альбом Тернер, що досяг таких показників у цій країні) і протримавшись у Топ-100 протягом півтора року. Альбом також очолив чарти багатьох інших країн, включаючи Німеччину та Швецію, і протягом чотирьох тижнів очолював загальний європейський чарт.
2021 року «Foreign Affair» вийшов у вигляді бокс-сету, до якого увійшло раніше невидане демо «The Best».

## Сингли
Шість треків альбому вийшли як сингли, більшість з яких стали хітами в різних частинах Європи і, меншою мірою, в США. «The Best» (15 місце в США; 5 місце у Великій Британії) вийшов як перший сингл, що прискорив продажі альбому. За ним послідував «I Don't Wanna Lose You» (8 місце у Великій Британії), який вийшов лише в Європі. Третім синглом альбому (другим у США) стала вступна пісня «Steamy Windows» (39 місце у США; 13 місце у Великій Британії), яка принесла Тернер номінацію на «Греммі».
Трьома додатковими синглами, випущеними у різних країнах стали: заголовний трек «Foreign Affair» (лише в континентальній Європі), балада «Look Me in the Heart» (8 місце в чарті США «Adult Contemporary»; 31 місце у Великій Британії) і рок-балада «Be Tender with Me Baby» (28 місце у Великій Британії).

## Список композицій
| Standard edition | Standard edition                        | Standard edition          | Standard edition           | Standard edition |
| #                | Назва                                   | Автор                     | Продюсери                  | Тривалість       |
| ---------------- | --------------------------------------- | ------------------------- | -------------------------- | ---------------- |
| 1.               | «Стімі Віндовс»                         | Тоні Джо Вайт             | Ден Гартман                | 4:03             |
| 2.               | «The Best»                              | Майк Чепмен Голлі Найт    | Гартман Тіна Тернер        | 5:28             |
| 3.               | «You Know Who (Is Doing You Know What)» | Т. Вайт                   | Гартман                    | 3:45             |
| 4.               | «Undercover Agent for the Blues»        | Т. Вайт Лінн Вайт         | Гартман                    | 5:20             |
| 5.               | «Look Me in the Heart»                  | Том Келлі Біллі Стайнберг | Гартман                    | 3:42             |
| 6.               | «Be Tender with Me Baby»                | Альберт Гаммонд Найт      | Гартман                    | 4:18             |
| 7.               | «You Can't Stop Me Loving You»          | Гаммонд Найт              | Гартман                    | 4:00             |
| 8.               | «Ask Me How I Feel»                     | Гаммонд Найт              | Гартман Т. Тернер          | 4:46             |
| 9.               | «Falling Like Rain»                     | Девід Мандей Сенді Стюарт | Руперт Гайн                | 4:03             |
| 10.              | «I Don't Wanna Lose You»                | Гаммонд Грехем Лайл       | Роджер Девайс Лайл Гаммонд | 4:20             |
| 11.              | «Not Enough Romance»                    | Гартман                   | Гартман                    | 4:04             |
| 12.              | «Foreign Affair»                        | Т. Вайт                   | Девайс Т. Вайт             | 4:27             |

| 2021 expanded edition bonus disc | 2021 expanded edition bonus disc             | 2021 expanded edition bonus disc | 2021 expanded edition bonus disc            | 2021 expanded edition bonus disc |
| #                                | Назва                                        | Автор                            | Продюсери                                   | Тривалість                       |
| -------------------------------- | -------------------------------------------- | -------------------------------- | ------------------------------------------- | -------------------------------- |
| 1.                               | «Bold and Reckless»                          | Жанетт Обстой Гайн               | Гайн                                        | 3:48                             |
| 2.                               | «Stronger Than the Wind»                     | Езра Могок Тоні Ск'юто           | Нік Гленні-Сміт Девайс                      | 4:02                             |
| 3.                               | «Steel Claw» (live)                          | Пол Брейді                       | Террі Бріттен                               | 4:43                             |
| 4.                               | «Private Dancer» (live)                      | Марк Нопфлер                     | Джон Картер                                 | 4:55                             |
| 5.                               | «Be Tender with Me Baby» (live)              | Гаммонд Найт                     | Гартман                                     | 6:50                             |
| 6.                               | «The Best» (Extended Muscle Mix)             | Чепмен Найт                      | Гартман Т. Тернер Джон Луонго[a]            | 5:28                             |
| 7.                               | «Steamy Windows» (12" vocal mix)             | Т. Вайт                          | Гартман Джастін Штраус[b] Деніел Абрахам[b] | 6:27                             |
| 8.                               | «Foreign Affair» (Heartbeat Mix)             | Т. Вайт                          | Девайс Т. Вайт Шеп Петтібон[c]              | 4:24                             |
| 9.                               | «Look Me in the Heart» (12" remix)           | Келлі Стайнберг                  | Гартман Браян "Чак" Нью[b]                  | 5:26                             |
| 10.                              | «The Best» (Extended Mighty Mix)             | Чепмен Найт                      | Гартман Т. Тернер Луонго[a]                 | 6:37                             |
| 11.                              | «Steamy Windows» (12" house dub mix)         | Т. Вайт                          | Гартман Штраус[b] Абрахам[b]                | 6:51                             |
| 12.                              | «Foreign Affair» (One in a Million Club Mix) | Т. Вайт                          | Девайс Т. Вайт Петтібон[c]                  | 6:54                             |
| 13.                              | «Steamy Windows» (12" dub mix)               | Т. Вайт                          | Гартман Штраус[b] Абрахам[b]                | 6:37                             |
| 14.                              | «Look Me in the Heart» (instrumental)        | Келлі Стайнберг                  | Гартман Браян "Чак" Нью[b]                  | 3:39                             |
| 15.                              | «Foreign Affair» (Heartbeat Instrumantal)    | Т. Вайт                          | Девайс Т. Вайт Петтібон[c]                  | 4:25                             |
| 16.                              | «The Best» (demo)                            | Чепмен Найт                      | Рік Новелс                                  | 4:54                             |

| 2021 deluxe edition third bonus disc | 2021 deluxe edition third bonus disc    | 2021 deluxe edition third bonus disc | 2021 deluxe edition third bonus disc | 2021 deluxe edition third bonus disc |
| #                                    | Назва                                   | Автор                                | Продюсери                            | Тривалість                           |
| ------------------------------------ | --------------------------------------- | ------------------------------------ | ------------------------------------ | ------------------------------------ |
| 1.                                   | «Steamy Windows» (live)                 | Т. Вайт                              | Гартман                              | 7:04                                 |
| 2.                                   | «Typical Male» (live)                   | Бріттен Лайл                         | Гартман                              | 4:47                                 |
| 3.                                   | «Foreign Affair» (live)                 | Т. Вайт                              | Девайс Гартман                       | 4:11                                 |
| 4.                                   | «Undercover Agent for the Blues» (live) | Т. Вайт Л. Вайт                      | Гартман                              | 5:07                                 |
| 5.                                   | «Ask Me How I Feel» (live)              | Гаммонд Найт                         | Гартман Т. Тернер                    | 4:18                                 |
| 6.                                   | «We Don't Need Another Hero» (live)     | Бріттен Лайл                         | Бріттен                              | 4:42                                 |
| 7.                                   | «Private Dancer» (live)                 | Нопфлер                              | Картер                               | 7:20                                 |
| 8.                                   | «Nutbush City Limits» (live)            | Т. Тернер                            | Айк Тернер                           | 4:18                                 |
| 9.                                   | «Addicted to Love» (live)               | Роберт Палмер                        | Джон Гадсон                          | 5:36                                 |

| 2021 deluxe edition fourth bonus disc | 2021 deluxe edition fourth bonus disc  | 2021 deluxe edition fourth bonus disc | 2021 deluxe edition fourth bonus disc | 2021 deluxe edition fourth bonus disc |
| #                                     | Назва                                  | Автор                                 | Продюсери                             | Тривалість                            |
| ------------------------------------- | -------------------------------------- | ------------------------------------- | ------------------------------------- | ------------------------------------- |
| 1.                                    | «The Best» (live)                      | Чепмен Найт                           | Гартман Т. Тернер                     | 5:47                                  |
| 2.                                    | «I Don't Wanna Lose You» (live)        | Гаммонд Лайл                          | Девайс Лайл Гаммонд                   | 5:45                                  |
| 3.                                    | «What's Love Got to Do with It» (live) | Бріттен Лайл                          | Бріттен                               | 6:33                                  |
| 4.                                    | «Let's Stay Together» (live)           | Ел Джексон Віллі Мітчелл Ел Грін      | Марті Вор Грег Волш                   | 7:28                                  |
| 5.                                    | «Proud Mary» (live)                    | Джон Фогерті                          | Кріс Лорд-Елг Т. Тернер Девайс        | 9:30                                  |
| 6.                                    | «Better Be Good to Me» (live)          | Найт Чепмен Нікі Чінн                 | Гайн                                  | 11:28                                 |
| 7.                                    | «Be Tender with Me Baby» (live)        | Гаммонд Найт                          | Гартман                               | 7:01                                  |

| 2021 deluxe edition fifth bonus disc (DVD) | 2021 deluxe edition fifth bonus disc (DVD)          | 2021 deluxe edition fifth bonus disc (DVD) | 2021 deluxe edition fifth bonus disc (DVD) |
| #                                          | Назва                                               | Directors                                  | Тривалість                                 |
| ------------------------------------------ | --------------------------------------------------- | ------------------------------------------ | ------------------------------------------ |
| 1.                                         | «Do You Want Some Action?» (live in Barcelona 1990) | Егберт Ван Гіз                             | 100:00                                     |
| 2.                                         | «Foreign Affair» (music video)                      | Пола Волкер                                | 4:07                                       |
| 3.                                         | «Look Me in the Heart» (music video)                | Волкер                                     | 3:36                                       |
| 4.                                         | «The Best» (music video)                            | Лол Крем                                   | 4:09                                       |
| 5.                                         | «Стімі Віндовс» (music video)                       | Енді Мораган                               | 4:02                                       |
| 6.                                         | «Be Tender with Me Baby» (music video)              | Нік Фрай                                   | 4:32                                       |
| 7.                                         | «I Don't Wanna Lose You» (music video)              | Домінік Сена                               | 4:15                                       |

Примітки
- [a] означає додаткового продюсера
- [b] означає ремікс
- [c] означає постпродакшн і ремікс

## Учасники запису
Музиканти
- Тіна Тернер — головний вокал (всі треки), бек-вокал (3, 7, 8, 10), аранжування (2, 8)
- Ден Гартман — електропіаніно (1, 3, 4), електроорган (1, 4), клавішні (2, 3, 11), акустична гітара (2, 6, 8, 11), бек-вокал (2, 5), програмування перкусії (5), синтезатор Moog (11), програмування ударних (11)
- Джефф Бова — секція валторни (1, 4, 5), бас-гітара (3), орган (4), струнні (5)
- Філ Ешлі — клавішні (2, 7), басовий пульс (2), орган (6), синтезатори (6), струнні (6, 7, 8), акустичне піаніно (8), флейта (8)
- Елліот Льюїс — додаткові клавішні (2, 8), струнні (2, 8), флейта (11)
- Філіппе Саїссе — додаткові клавіатури (2, 3, 6, 8), бас-гітара (3), соло на флейті (5), клавіатурний молоток і куранти (7)
- Руперт Гайн — клавішні (9), бас (9), програмування ударних (9), бек-вокал (9)
- Нік Ґлені-Сміт — клавішні (10, 12), струнні (10, 12), бас-гітара (12), програмування барабанів (12), дзвоник (12)
- Кейсі Янг — клавішні (10)
- Грег Метісон — бас-гітара (10)
- Едді Мартінез — ритм-гітара (1, 3, 4), усі гітари (5)
- Ніл Тейлор — слайд-гітара (1), гітара соло (1)
- Тоні Джо Вайт — соло-гітара (1, 3, 4, 12), ритм-гітара (1, 3, 4, 12), гармошка (1, 3), синтезатор бас (1, 4)
- Джин Блек — ритм-гітара (2, 7, 8), соло-гітара (6, 7), гітара соло (6), гітара (10)
- Джеймс Ралстон — ритм-гітара (2, 6, 7, 8), гітара (10)
- Пет Тралл — гітарне соло (2), додаткова соло-гітара (6), слайд-гітара (8), електрогітара (11)
- Філ Палмер — гітари (9)
- Марк Нопфлер — гітари (12)
- Кармін Рохас — бас-гітара (1, 4, 5)
- Т. М. Стівенс — бас-гітара (2, 3, 6, 7, 8, 11)
- Дж. Т. Льюїс — ударні (1, 3, 4, 5)
- Арт Вуд — ударні (2, 6, 7, 8)
- Джефф Дагмор — барабани (10)
- Денні Каммінгс — перкусія (3, 4, 7), шейкер (5), конга (7)
- Альберт Гаммонд — шейкер (10), бек-вокал (10)
- Гарі Бернакл — усі саксофони (1, 12), саксофон соло (10)
- Едгар Вінтер — саксофон соло (2)
- Тім Каппелло — саксофон соло (5, 8)
- Роджер Девіс — аранжування (5)
- Ленс Еллінгтон — бек-вокал (2, 3, 5, 7, 8, 11)
- Тесса Найлз — бек-вокал (2, 3, 5–8, 11)
- Девід Мандей — бек-вокал (9)
- Сенді Стюарт — бек-вокал (9)
- Голлі Найт — бек-вокал (10)
- Грехем Лайл — бек-вокал (10)

Виробництво
- Ден Гартман — продюсер (1–8, 11)[5][14]
- Тіна Тернер — виконавчий продюсер, продюсер (2, 8)[15]
- Руперт Гайн — продюсер (9)
- Роджер Девіс — виконавчий продюсер, продюсер (10, 12)
- Альберт Гаммонд — продюсер (10)
- Грем Лайл — продюсер (10)
- Тоні Джо Вайт — продюсер (12)[16]

Технічний персонал
- Кріс Лорд-Егл — звукорежисер (1-8, 11), зведення (всі треки)
- Ендрю Скарт — звукорежисер (9)
- Майк Гінг — звукорежисер (10, 12)
- Томмі Вікарі — звукорежисер (10)
- Нік Фрум — звукорежисер (12)
- Вінсент Фребо — додатковий інженер
- Джон Лі — додатковий інженер
- Дейв О'Доннелл — додатковий інженер
- Джеймс Аллен-Джонс — асистент інженера
- Даррен Еллісон — помічник інженера
- Лі Керл — помічник інженера
- Тім Лейтнер — помічник інженера
- Пол Логус — асистент інженера
- Рей Пайл — асистент інженера
- Девід Скотт — асистент інженера
- Еліот Зінгерман — асистент інженера
- Боб Людвіг — мастеринг

Студії
- Овердаби записані у «Multi-Level» (Вест-Порт, Коннектикут); «The Power Station» (Нью-Йорк); «Lion Share Recording» (Лос-Анджелес, Каліфорнія); «E-Zee Studios» (Лондон); «Mayfair Studios» (Праймроуз-Хілл, Лондон); «Swanyard Studios» (Іслінгтон, Лондон)
- Мікшування створене у «The Grey Room» (Голлівуд, Каліфорнія)
- Мастеринг створений у «Masterdisk» (Нью-Йорк)

Інші учасники
- Білл Беркс — арт-директор
- Томмі Стіл — арт-директор
- Гленн Сакамото — дизайн
- Герб Ріттс — головна фотографія
- Пітер Ліндберг — фотографії

## Чарти
| Чарт (1989)                                          | Позиція |
| ---------------------------------------------------- | ------- |
| Австралія Australian Albums (ARIA)                   | 15      |
| Австрія Austrian Albums (Ö3 Austria)                 | 1       |
| Бельгія Belgian Albums (IFPI)                        | 1       |
| Канада Canada Top Albums/CDs (RPM)                   | 12      |
| Данія Danish Albums (Hitlisten)                      | 1       |
| Нідерланди Dutch Albums (MegaCharts)                 | 9       |
| Європейський Союз European Albums (Music & Media)    | 1       |
| Фінляндія Finnish Albums (Suomen virallinen lista)   | 1       |
| Німеччина German Albums (Offizielle Top 100)         | 1       |
| Греція Greek Albums (IFPI)                           | 1       |
| Італія Italian Albums (Musica e dischi)              | 2       |
| Нова Зеландія New Zealand Albums (Recorded Music NZ) | 7       |
| Норвегія Norwegian Albums (VG-lista)                 | 1       |
| Португалія Portuguese Albums (AFP)                   | 1       |
| Іспанія Spanish Albums (AFYVE)                       | 8       |
| Швеція Swedish Albums (Sverigetopplistan)            | 1       |
| Швейцарія Swiss Albums (Schweizer Hitparade)         | 1       |
| Велика Британія UK Albums (OCC)                      | 1       |
| США Billboard 200                                    | 31      |
| США Top R&B/Hip-Hop Albums (Billboard)               | 83      |
| США US Cash Box Top Pop Albums                       | 28      |

| Чарт (2021)                        | Позиція |
| ---------------------------------- | ------- |
| Угорщина Hungarian Albums (MAHASZ) | 31      |

| Чарт (1989)                                       | Позиція |
| ------------------------------------------------- | ------- |
| Австралія Australian Albums (ARIA)                | 80      |
| Австрія Austrian Albums (Ö3 Austria)              | 21      |
| Канада Canada Top Albums/CDs (RPM)                | 75      |
| Нідерланди Dutch Albums (Album Top 100)           | 60      |
| Європейський Союз European Albums (Music & Media) | 22      |
| Німеччина German Albums (Offizielle Top 100)      | 29      |
| Норвегія Norwegian Fall Period Albums (VG-lista)  | 1       |
| Швейцарія Swiss Albums (Schweizer Hitparade)      | 29      |
| Велика Британія UK Albums (Gallup)                | 8       |

| Чарт (1990)                                        | Позиція |
| -------------------------------------------------- | ------- |
| Австрія Austrian Albums (Ö3 Austria)               | 4       |
| Нідерланди Dutch Albums (Album Top 100)            | 45      |
| Німеччина German Albums (Offizielle Top 100)       | 7       |
| Норвегія Norwegian Winter Period Albums (VG-lista) | 17      |
| Швейцарія Swiss Albums (Schweizer Hitparade)       | 5       |
| Велика Британія UK Albums (OCC)                    | 13      |

## Сертифікації і продажі
| Регіон                                                                                          | Сертифікація  | Продажі    |
| ----------------------------------------------------------------------------------------------- | ------------- | ---------- |
| Австралія (ARIA)                                                                                | Платиновий    | 70 000^    |
| Австрія (IFPI Austria)                                                                          | 3× Платиновий | 150 000*   |
| Канада (Music Canada)                                                                           | Платиновий    | 100 000^   |
| Данія (IFPI Denmark)                                                                            | 2× Платиновий | 200,000    |
| Фінляндія (IFPI Finland)                                                                        | Платиновий    | 86,895     |
| Франція (SNEP)                                                                                  | 2× Золотий    | 200 000*   |
| Німеччина (BVMI)                                                                                | 2× Платиновий | 1,200,000  |
| Італія (FIMI)                                                                                   | 2× Платиновий | 500,000    |
| Нідерланди (NVPI)                                                                               | Платиновий    | 100 000^   |
| Нова Зеландія (RIANZ)                                                                           | Золотий       | 7500^      |
| Іспанія (PROMUSICAE)                                                                            | Платиновий    | 100 000^   |
| Швеція (IFPI Sweden)                                                                            | Платиновий    | 100 000^   |
| Швейцарія (IFPI Switzerland)                                                                    | 4× Платиновий | 200 000^   |
| Велика Британія (BPI)                                                                           | 5× Платиновий | 1 500 000^ |
| США (RIAA)                                                                                      | Золотий       | 500 000^   |
| Підсумки                                                                                        |               |            |
| Worldwide                                                                                       | —             | 6,000,000  |
| *продажі, що базуються лише на сертифікаціях ^відвантаження, що базуються лише на сертифікаціях |               |            |